# Дубрава (Богучарський район)
Дубрава (рос. Дубрава) — селище у Богучарському районі Воронезької області Російської Федерації.
Населення становить 445 осіб (2010). Входить до складу муніципального утворення Медовське сільське поселення.

## Історія
Населений пункт розташований у межах українського історико-культурного регіону Східної Слобожанщини. До Перших визвольних змагань належав до Воронезької губернії.
Від 1928 року належить до Богучарського району, спочатку в складі Центрально-Чорноземної області, а від 1934 року — Воронезької області.
Згідно із законом від 15 жовтня 2004 року входить до складу муніципального утворення Медовське сільське поселення.

## Населення
| 2000 | 2005 | 2010 |
| ---- | ---- | ---- |
| 575  | ↘466 | ↘445 |